# William de Braose, 2. Baron Braose

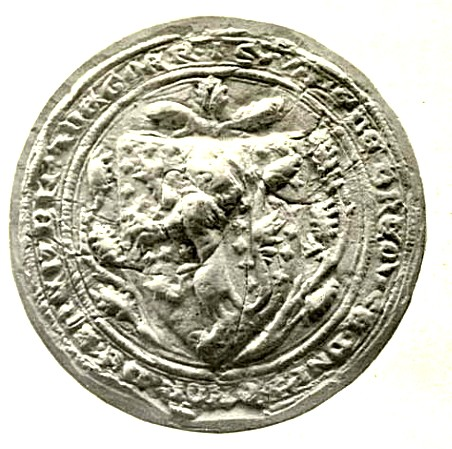
Siegel des 2. Barons Braose (1301)

William de Braose, 2. Baron Braose (auch William de Briouze, Breuse oder Breose; * 1261; † vor Mai 1326) war ein englischer Adliger und 10. feudaler Baron von Bramber und Gower. Der Streit um sein Erbe führte in Südwales zu einer Revolte gegen Hugh le Despenser.

## Herkunft und Jugend
William entstammte der alten cambro-normannischen Familie Braose und war der älteste Sohn von William de Braose und dessen erster Frau Alina de Multon. Er diente als Knappe von Reginald Grey und kämpfte mit ihm während der 1277 von Eduard I. begonnenen Eroberung von Wales.
Beim Tod seines Vaters erbte er 1291 dessen Titel Baron Braose und wurde 1299 als solcher durch Writ of Summons zum Parlament König Eduards I. einberufen.

## Leben

### Rebellion von Rhys ap Maredudd
Noch zu Lebzeiten seines Vaters übernahm William die Verwaltung von dessen Besitzungen. Im Januar 1288 war er während der Rebellion von Rhys ap Maredudd an der Belagerung von Newcastle Emlyn Castle, dem letzten Stützpunkt der Aufständischen beteiligt. Zu seinem Aufgebot gehörten sieben weitere Ritter mit fast 1000 Fußsoldaten, Bogenschützen und Knechten sowie eine Belagerungsmaschine, die wesentlich dazu beitrug, dass die Besatzung der Burg nach 20 Tagen Belagerung am 20. Januar kampflos kapitulierte.

### Baron der Welsh Marches
Nach dem Tod seines Vaters wurden ihm am 1. März 1291 der Besitz von Bramber und Gower bestätigt. Wie sein Vater, so war auch William in zahlreiche Gerichtsverfahren verwickelt, die sich teilweise über Jahre hinzogen. Zu seinen Prozessgegnern gehörten 1299 Bischof John Monmouth von Llandaff und 1306 seine Pächter in Gower, denen William ihre Rechte schriftlich garantieren musste. Sein Verwalter John Iweyn hatte bereits 1302 einen Pächter, der sich beim König über Braose beschweren wollte, solange in Oystermouth Castle eingekerkert, bis dieser seine Anklage zurückzog. 1307 sollte er 800 Mark an seine Stiefmutter Mary de Ros, der Witwe seines Vaters zahlen. Daraufhin verließ er schimpfend das Gericht. Zur Strafe ließ ihn der König daraufhin barhäuptig und ohne Schwert durch Westminster laufen, anschließend wurde er wegen Missachtung des Gerichts im Tower inhaftiert. Als Folge dieser Prozesse war William fast bankrott und musste Teile seines Grundbesitzes verkaufen.

### Streit um sein Erbe
Wegen seiner Verdienste während des Feldzugs in Flandern wurde William 1297 Vormund für den zehnjährigen John de Mowbray. Er verlobte sein Mündel mit seiner sechsjährigen Tochter Alina. Nach dem Tod seines einzigen Sohnes setzte er Alina und ihren Mann als Erben ein. Dennoch versuchte er auch seine Ländereien an den Schwiegervater seiner Tochter Joan, Humphrey de Bohun, 4. Earl of Hereford sowie an Roger Mortimer of Chirk und dessen Neffen Roger Mortimer of Wigmore zu verkaufen, während Hugh le Despenser, der Günstling des Königs, als Baron von Glamorgan Gower für sich selbst gewinnen wollte. Despenser bemühte sich nachzuweisen, dass William keine Rechte mehr an seiner Herrschaft habe. Der König beschlagnahmte daraufhin am 26. Oktober 1320 Gower und ließ es im November besetzten. Dieses Vorgehen war mit ein Anlass für die Rebellion der Marcher Lords, dem sogenannten Despenser War von 1321 bis 1322. Die Rebellion zwang Hugh le Despenser und seinen Vater ins Exil, während John de Mowbray Gower erhielt. Despenser kehrte jedoch mit Billigung des Königs im folgenden Jahr zurück. In der Schlacht bei Boroughbridge am 16. März 1322 konnte sich der König gegen die Barone durchsetzen, Humpfrey de Bohun fiel in der Schlacht, John de Mowbray wurde gefangen genommen und anschließend in York gehängt. William de Braoses Tochter Alina flüchtete per Boot nach Ilfracombe in Devon, doch sie wurde dort gefasst und zusammen mit ihrem Sohn John im Tower von London inhaftiert. William selbst war hoch verschuldet und ein gebrochener Mann, der gegen eine lebenslange Rente seine Ländereien an den König abtrat. Er versuchte vergeblich, die Freiheit für seine Tochter zu erlangen und starb schließlich 1326.
Eduard II. hatte Gower 1322 wieder an Hugh Despenser vergeben, der es ausplünderte und dann seine verwitwete Schwägerin Elizabeth de Clare nötigte, es gegen ihre Besitzungen Caerleon, Usk und Trelleck einzutauschen. Im November 1326 wurden die Despensers schließlich von der Königin Isabelle und ihrem Günstling Roger Mortimer gestürzt. Der König wurde gefangen genommen und verzichtete im Januar 1327 auf den Thron. Alina de Mowbray wurde freigelassen und erhielt Gower und Bramber zurück. Sie heiratete in zweiter Ehe Richard de Peshall, der mit ihr im Tower inhaftiert gewesen war. Nach ihrem Tod 1331 erbte ihr Sohn John Mowbray Gower und Bramber.

## Familie und Nachkommen
William heiratete in erster Ehe Agnes, mit der er drei Kinder hatte:
- Joan († 1323), ⚭ um 1295 James de Bohun
- William († vor 1320)
- Alina (* 1291; † 1331), ⚭ 1298 John Mowbray, 2. Baron Mowbray (* 1286; † 1322)

In zweiter Ehe heiratete er 1317 Elizabeth de Sully. Diese Ehe blieb kinderlos.